# KMOA
KMOA（89.7 FM）是位于美属萨摩亚的一个非商业性教育广播电台，在2009年1月开播。发射地位于图图伊拉岛。属于国际青少年资讯。

## 概况
2007年10月，纯粹真理协会向美国联邦通信委员会申请成立新电台的执照。2009年1月8日，美国联邦通信委员会同意设立这个电台。2009年1月30日被分配呼号为KMOA，2012年1月20日电台得到了广播执照。